# Orientalische Despotie
Die orientalische Despotie ist ein von Karl August Wittfogel wiederbelebter Begriff, der vor allem auf Aristoteles und Montesquieu zurückgeht und auch in marxistischen Gesellschaftstheorien in Form der asiatischen Produktionsweise formuliert wurde.
Wittfogel versteht darunter ein despotisches Regierungssystem, in der der Herrscher die totale Macht beansprucht und eine starke Staatsbürokratie das Land völlig beherrscht. In solchen Gesellschaften fehlen politische Gegengewichte, die für bürgerliche Freiheiten sorgen können. Die Städte sind durch eine starke Abhängigkeit von der Beamtenschaft geprägt, sodass Kaufleute und Handwerker nicht zu einer eigenen politischen Kraft werden konnten. Die orientalische Despotie hat sehr nachteilige Auswirkungen auf die Würde des Individuums.
Die Entstehung der orientalischen Despotie sieht Wittfogel folgendermaßen:
Wo größere Wasseransammlungen in einer ansonsten trockenen, aber latent fruchtbaren Landschaft vorhanden waren, entstanden „hydraulische Gesellschaften“. Der Bau von Bewässerungsanlagen erforderte den massenhaften Einsatz von bäuerlichen Arbeitern. Diese Arbeitsleistungen erfolgten durch Fronarbeit, waren aber wegen der Zersplitterung der vielen Dorfgemeinden erst durch die zentrale Planungsmacht einer Funktionärselite möglich, die gleichzeitig zur politisch herrschenden Kaste aufstieg und über eine zur Mathematik, Geometrie, Astronomie und Verwaltung fähigen Bürokratie verfügte. 